# Čermany
Čermany és un poble i municipi d'Eslovàquia que es troba a la regió de Nitra, Eslovàquia.
La primera menció escrita de la vila es remunta al 1257.

## Demografia
| Godina             | 1994 | 2004   | 2014   | 2024 |
| ------------------ | ---- | ------ | ------ | ---- |
| Nombre de persones | 397  | 385    | 366    | 366  |
| Diferència         |      | −3,02% | −4,93% | +0%  |

| Godina             | 2023 | 2024   |
| ------------------ | ---- | ------ |
| Nombre de persones | 363  | 366    |
| Diferència         |      | +0,82% |